# Regioni del Perù

Regioni del Perù

Le regioni del Perù (in spagnolo: regiones) costituiscono la suddivisione territoriale di primo livello del Paese e sono pari a 25, cui si aggiunge la provincia di Lima. La regione di Callao, inoltre, è formalmente definita come provincia costituzionale.
Istituite nel 2002 in luogo dei precedenti 24 dipartimenti, si suddividono a loro volta in province, pari nel loro complesso a 196.

## Lista
| Localizzazione | Stemma | Codice UBIGEO | Regione       | Capoluogo        | Popolazione (2007) | Superficie (km2) |
| -------------- | ------ | ------------- | ------------- | ---------------- | ------------------ | ---------------- |
|                |        | 1             | Amazonas      | Chachapoyas      | 375 993            | 39 249           |
|                |        | 2             | Ancash        | Huaraz           | 1 063 459          | 35 826           |
|                |        | 3             | Apurímac      | Abancay          | 404 190            | 20 896           |
|                |        | 4             | Arequipa      | Arequipa         | 1 152 303          | 63 344           |
|                |        | 5             | Ayacucho      | Ayacucho         | 612 489            | 43 815           |
|                |        | 6             | Cajamarca     | Cajamarca        | 1 387 809          | 33 248           |
|                |        | 7             | Callao        | Callao           | 876 877            | 147              |
|                |        | 8             | Cusco         | Cusco            | 1 171 403          | 71 892           |
|                |        | 9             | Huancavelica  | Huancavelica     | 454 797            | 22 131           |
|                |        | 10            | Huánuco       | Huánuco          | 762 223            | 36 887           |
|                |        | 11            | Ica           | Ica              | 711 932            | 21 328           |
|                |        | 12            | Junín         | Huancayo         | 1 225 474          | 44 410           |
|                |        | 13            | La Libertad   | Trujillo         | 1 617 050          | 25 515           |
|                |        | 14            | Lambayeque    | Chiclayo         | 1 112 868          | 14 213           |
|                |        | 15            | Lima          | Huacho           | 839 469            | 32 137           |
|                |        | 26            | Lima          | Lima             | 7 605 742          | 2 665            |
|                |        | 16            | Loreto        | Iquitos          | 891 732            | 368 852          |
|                |        | 17            | Madre de Dios | Puerto Maldonado | 109 555            | 85 183           |
|                |        | 18            | Moquegua      | Moquegua         | 161 533            | 15 734           |
|                |        | 19            | Pasco         | Cerro de Pasco   | 280 449            | 25 320           |
|                |        | 20            | Piura         | Piura            | 1 676 315          | 35 891           |
|                |        | 21            | Puno          | Puno             | 1 268 441          | 70 003           |
|                |        | 22            | San Martín    | Moyobamba        | 728 808            | 51 253           |
|                |        | 23            | Tacna         | Tacna            | 288 781            | 16 076           |
|                |        | 24            | Tumbes        | Tumbes           | 200 306            | 4 669            |
|                |        | 25            | Ucayali       | Pucallpa         | 432 159            | 102 411          |

## Evoluzione storica
Sin dall'indipendenza del 1821, il Perù è stato diviso in dipartimenti (departamentos) ma dovette far fronte al problema di una crescente centralizzazione del potere politico ed economico della sua capitale, Lima. Il numero di dipartimenti fu gradualmente elevato, passando dagli 11 del 1822 ai 24 del 2002.
- Amazonas
- Ancash
- Apurímac
- Arequipa
- Ayacucho
- Cajamarca
- Callao
- Cusco
- Huancavelica
- Ica
- Junín
- La Libertad
- Lambayeque
- Lima
- Loreto
- Madre de Dios
- Moquegua
- Pasco
- Piura
- Puno
- San Martín
- Tacna
- Tumbes
- Ucayali

Mentre il potere economico e politico si concentrava progressivamente nella capitale, Lima, diversi governi fecero tentativi di decentramento amministrativo ma con scarso successo. La costituzione approvata nel 1979 conteneva disposizioni per il decentramento del potere attraverso la creazione di regioni autonome che non vennero mai implementate. Alla fine del mandato presidenziale di Alan García (1985–1990), il governo si trovò di fronte alla prospettiva di perdere le elezioni presidenziali del 1990 a causa di una vasta crisi economica che colpì il Perù e di un sempre minore consenso elettorale.
Le elezioni presidenziali del 1990 furono caratterizzate dalla mancanza di fiducia verso i partiti tradizionali, fatto reso ancora più evidente dalla vittoria del candidato indipendente Alberto Fujimori. Fujimori rifiutò i finanziamenti ai governi regionali e il 29 dicembre 1992 li rimpiazzò con i Consejos Transitorios de Administración Regional designati dal governo. 
Dopo aver sciolto il Congresso, durante la crisi costituzionale del 1992, Fujimori convocò nuove elezioni per formare un'Assemblea costituente che approvasse una nuova Costituzione. In questo nuovo testo, approvato nel 1993, erano previsti i finanziamenti per la creazione di regioni con governi autonomi ed eletti ma anche in questo caso non vennero mai utilizzati. Una nuova legge sul decentramento, Ley Marco de Descentralización, approvata il 30 gennaio 1998, confermò la permanenza dei consigli transitori, sottoposti alla supervisione del Ministero della Presidenza.
Nel novembre del 2000 Fujimori fu costretto a dimettersi dalla presidenza con l'accusa di corruzione e violazione dei diritti umani. Dopo un governo ad interim guidato da Valentín Paniagua, venne eletto Presidente Alejandro Toledo (2001–2006) che nel suo programma prevedeva anche la creazione di governi regionali. La nuova amministrazione approvò il 19 novembre 2002 una legge, Ley de Bases de la Descentralización, per la nuova suddivisione amministrativa dello Stato. Il 20 novembre del 2002 furono eletti i nuovi governi regionali, uno per ciascuno dei vecchi dipartimenti e della Provincia Constitucional di Callao. La provincia di Lima, contenente la capitale, venne esclusa da questo processo poiché non faceva parte di nessuna regione.
Con il nuovo assetto, i 24 dipartimenti e la provincia di Callao sono diventati circoscrizioni regionali. La provincia di Lima è stata esclusa da questo processo e non fa parte di nessuna regione. A differenza dei dipartimenti, le regioni sono rette da un consiglio i cui membri sono eletti dagli abitanti della regione e, all'interno della loro giurisdizione, possiedono un ampio ventaglio di prerogative e responsabilità. Con la legge del 2002, Ley Orgánica de Gobiernos Regionales, lo Stato centrale trasferisce alcune delle sue funzioni alle regioni. Nel 2005 si è tenuto, senza successo, un referendum che aveva lo scopo di diminuire il numero di dipartimenti.
Nelle elezioni del 2002, gran parte dei governi regionali andarono a partiti dell'opposizione. Dodici andarono all'APRA e solo uno a Perù Possibile, il partito del presidente Toledo. La combinazione di un'opposizione forte nelle regioni e di un governo centrale debole fece temere una nuova crisi politica. Timori che furono superati quando si capì che i governi regionali erano concentrati sui problemi locali piuttosto che su iniziative politiche di carattere nazionale.
In considerazione del fatto che le cirsocrizioni territoriali che i governi regionali avevano ereditato dai vecchi dipartimenti erano considerate troppo piccole, la Ley de Bases de la Descentralización contemplò la possibilità di fusioni tra dipartimenti se la maggioranza delle popolazioni coinvolte avessero espresso la loro approvazione a diventare una nuova regione unita. Il primo referendum di questo tipo si tenne il 30 ottobre 2005 con le seguenti proposte di fusione:
- Regione di Apurímac, Regione di Cusco
- Regione di Arequipa, Regione di Puno, Regione di Tacna
- Regione di Ayacucho, Regione di Huancavelica, Regione di Ica
- Regione di Ancash, Regione di Huánuco, Regione di Junín, Regione di Lima, Regione di Pasco
- Regione di Lambayeque, Regione di Piura, Regione di Tumbes

Tutte queste proposte furono rigettate dall'elettorato di tutti i dipartimenti coinvolti eccetto quello di Arequipa, ma ciononostante non venne portata avanti nessuna fusione.
Nuove elezioni per i governi regionali si tennero il 19 novembre 2006; questa volta molte regioni andarono a movimenti politici locali piuttosto che a partiti nazionali. L'ARPA, che aveva vinto le elezioni presidenziali del 4 giugno 2006, riuscì a vincere in due sole regioni e tutti gli altri partiti di rilevanza nazionale fecero persino peggio.